# عبد الرحمن بارود
الشاعر الدكتور عبد الرحمن أحمد جبريل بارود (أبو حذيفة) (1937م - 2 جمادى الأولى 1431 هـ / 17 نيسان 2010م)، من مواليد قرية بيت دراس (إحدى قرى اللواء الجنوبي - لواء غزة) عام 1937م.

## النشأة والتعليم
وُلد في قرية بيت دراس، سنة 1937؛ وهاجر مع عائلته سنة 1948 إلى غزة بعد أن احتلتها العصابات الصهيوينة وكان عمره آنذاك 11 عاماً. وفي سنة 1951 التحق بالجمعية الإسلامية الوحيدة في القطاع وهي “جمعية التوحيد” برئاسة ظافر الشوا. وكان في الجمعية قسم للطلاب، وكانت تقام حفلة يوم الخميس من كل أسبوع، وكانت ذات طبيعة خطابية دينية، يشارك فيها عدد من الأشخاص، ويتلى فيها القرآن، وتلقى الأشعار، مما أثرت على شخصيته. درس في المدرسة الهاشمية، وكانت قريبة من جمعية التوحيد، وبرزت مَلَكَته في نظم الشعر في المدرسة، حيث كان في المدرسة جمعية أدبية تتيح الفرص للمواهب، وكان الشاعر هارون هاشم رشيد يدرس فيها، وكان يُنقّح له قصائده التي ينظمها.

## في الثقافة
في عام 2021 كرَّمت الهيئة العامة للشباب والثقافة بغزة، عبد الرحمن بارود، وذلك ضمن مشروع «عاش هنا» الذي تنفذه الهيئة وتسعى من خلاله إلى تخليد ذكرى عدد من القامات والرموز والمبدعين الذين ساهموا في إثراء الحركة الثقافية والفنية والفكرية الفلسطينية.